# 사회민주당 (일본)

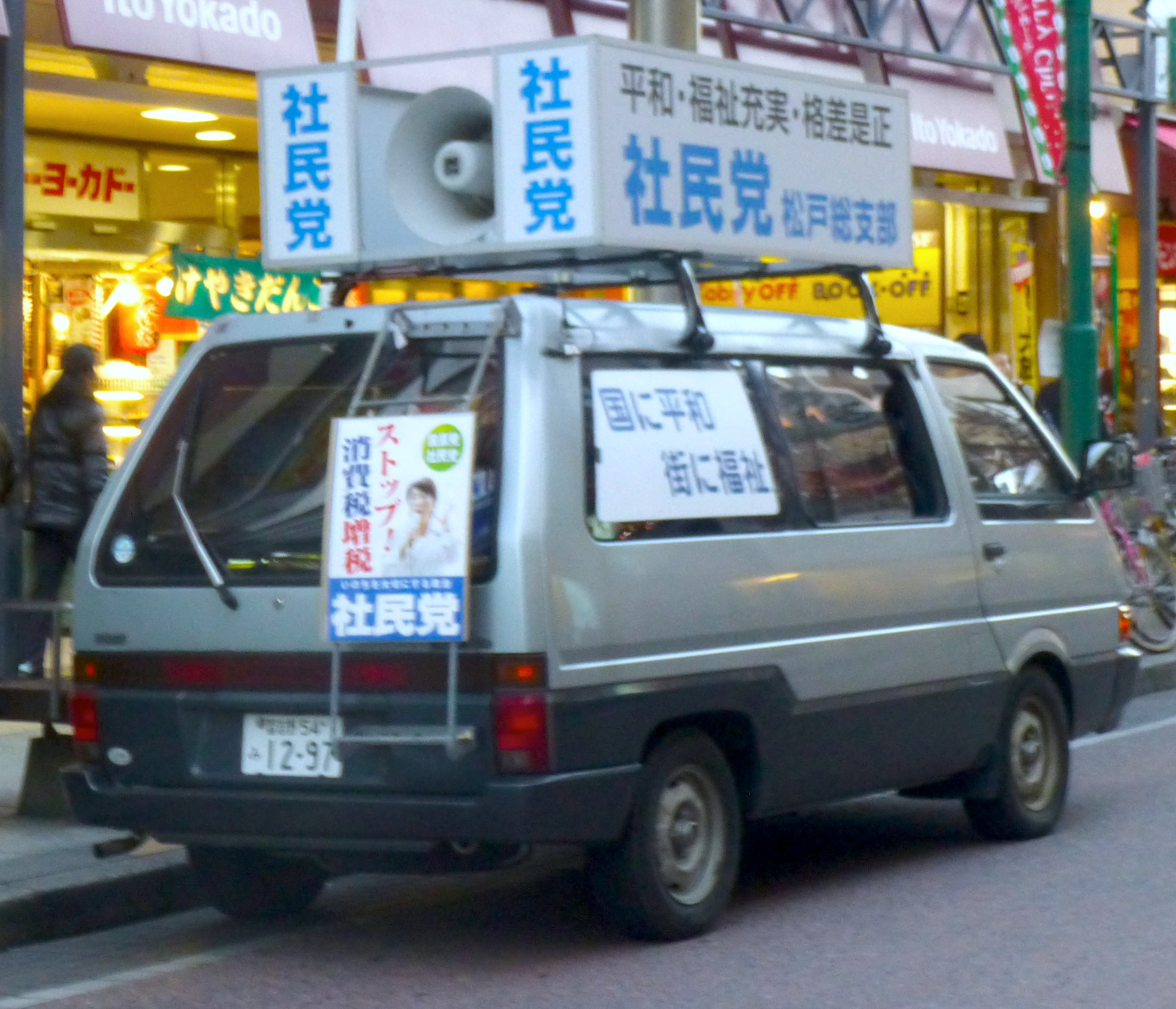
사회민주당의 캠페인 차량

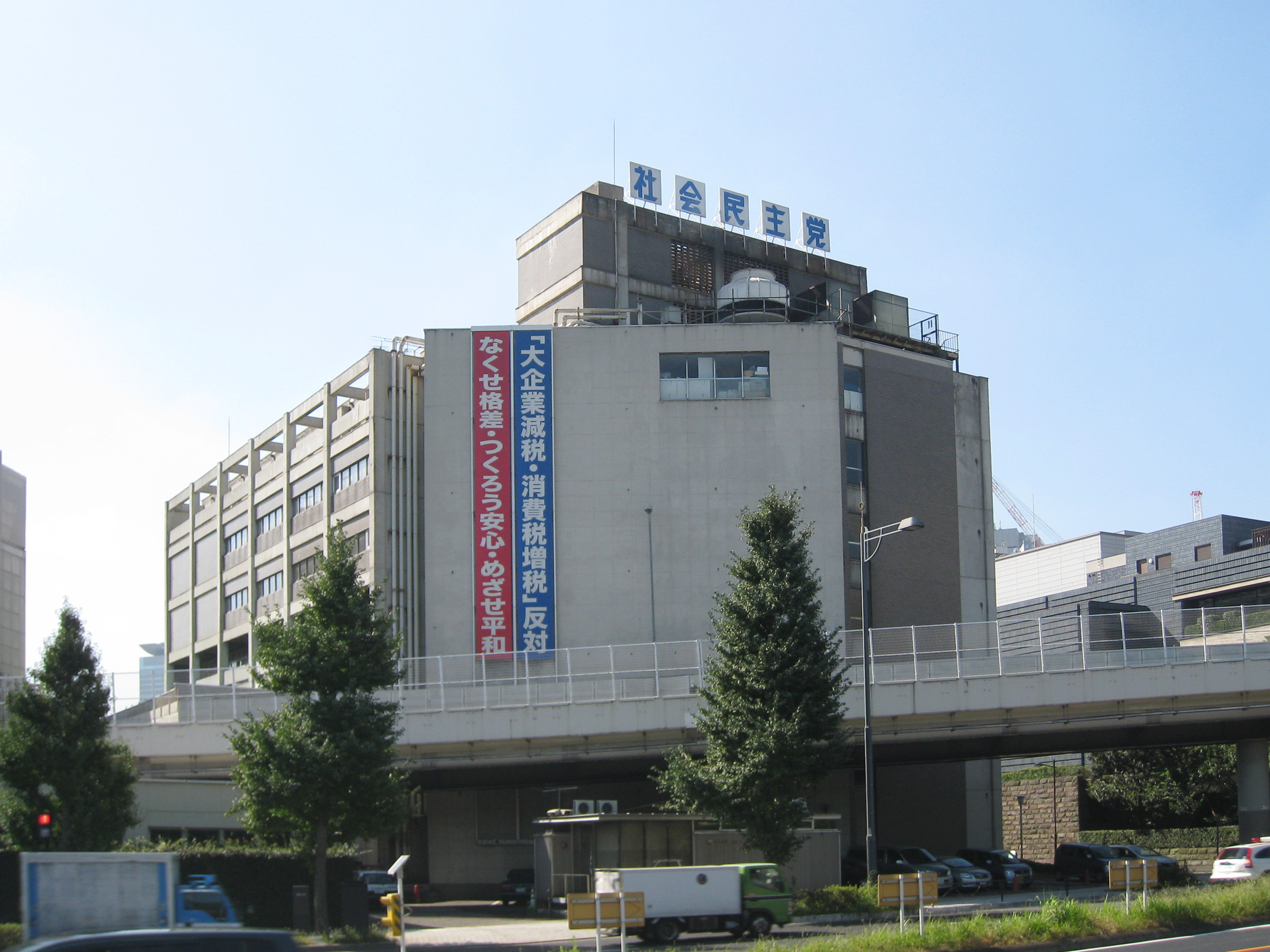
나가타초에 있었던 사회민주당의 중앙 당사 모습. 지금은 건물이 해체되었고, 다른 곳으로 이사갔다.

사회민주당(일본어: 社会民主党 샤카이민슈토[*])은 1996년에 일본사회당이 당명을 개칭해 발족한 일본의 사회민주주의 정당이다. 사회주의 인터내셔널에 가맹되어 있다. 주로 약칭해 사민당 또는 사민이라고 부른다. 전신인 일본사회당은 제2차 세계 대전이 끝난 1945년에 무산정당 계열의 정치세력을 규합해 발족한 정당이다.
초기에는 일본사회당 말기의 노선을 계승해 “사민자유주의”를 내걸었지만, 야당으로 변한 뒤 자유주의의 색은 차츰 줄어들어 상대적으로는 사회민주주의 색채를 내세우게 되었다. 주로 평화와 복지를 중심으로 한 정책을 주장한다. 일본국 헌법의 수호와 헌법 이념의 실현을 호소하며, 국제 분쟁을 외교를 통해 평화적으로 대처할 것을 주창한다. 그러나 미국에는 반대하면서, 중화인민공화국이나 대한민국에는 우호적인 태도를 보인다고 생각하는 사람도 있다. 특히 과거의 조선민주주의인민공화국에 대한 대응이 충분하지 않았다는 비판은 강하다. 경제적으로는 복지사회를 목표로 하고, 고용 창출 및 고용 안정, 충실한 복지를 근간으로 한 경제 대책의 필요성을 강조한다. 다른 정당과 비교해 여성의 비율이 높은 것도 특징적인 면으로, 양성평등 의지와 여성의 권리 확립을 명확하게 지향한다.
일본 정당법상 5석 이상을 가져야 정당으로써의 지위를 가진다는 요건에는 못 미치나, 선거에서 꾸준히 2%이상을 득표하여 최근 선거에서 2%이상을 득표해야 한다는 요건에는 맞춰져 정당으로써의 지위는 유지하고 있다.

## 주요 임원

### 사화민주당 전국연합집행부 임원표
- 2020년 12월 24일 기준[9]

| 당수                  | 후쿠시마 미즈호 |
| 간사장·선거대책위원장 | 핫토리 료이치   |
| 부간사장·상임간사     | 나카가와 나오토 |
| 상임간사              | 요코타 쇼조     |
| 상임간사              | 오츠바키 유코   |

### 고문직
| 고문 | 마타이치 세이지 |

### 소속 국회의원
사회민주당 소속의 국회의원은 중의원 의원이 1명, 참의원 의원이 2명으로 총 3명이다.
- 중의원

- 소선거구
  - 아라카키 구니오 (오키나와 2구)

- 참의원

- 비례구
  - 후쿠시마 미즈호 (2022년 당선)
  - 오츠바키 유코 (2023년 당선)

### 역대 당수
| 대수 | 사진 | 이름 (출생~사망)          | 재임기간         | 재임기간         |
| ---- | ---- | ------------------------- | ---------------- | ---------------- |
| 초대 |      | 무라야마 도미이치 (1924~) | 1996년 1월 19일  | 1996년 9월 28일  |
| 2    |      | 도이 다카코 (1928~2014)   | 1996년 9월 28일  | 2003년 11월 15일 |
| 3    |      | 후쿠시마 미즈호 (1955~)   | 2003년 11월 15일 | 2013년 7월 25일  |
| 4    |      | 요시다 다다토모 (1956~)   | 2013년 10월 14일 | 2018년 2월 25일  |
| 5    |      | 마타이치 세이지 (1944~)   | 2018년 2월 25일  | 2020년 2월 23일  |
| 6    |      | 후쿠시마 미즈호 (1955~)   | 2020년 2월 23일  | 현직             |

## 사회민주당의 역사

### 사회민주당의 출범
1994년에 일본사회당, 자유민주당, 신당 사키가케의 연립정권이 출범하면서 일본의 총리로 취임한 무라야마 도미이치가 이전까지의 일본사회당의 노선과 다른 정책과 의견을 표명함으로써 당의 구심력이 떨어져, 분당이나 해산에 관한 논의가 일어나기 시작했다. 이어 1995년 참의원 통상선거에서 일본사회당이 크게 패하면서, 결국 1996년 1월 11일에 무라야마 내각이 총사직하게 되었다. 이어 1월 19일에 당의 명칭을 사회당에서 사회민주당으로 개칭하였다.

### 군소 정당으로 전락
중의원 선거제도가 소선거구제와 비례대표제를 함께 이용하는 것으로 변경되었고, 안팎의 사정도 달라져 1996년 중의원 총선거에서 사민당 단독으로 의석을 획득하는 것은 힘들다고 예상되었기 때문에, 신당 사키가케와의 합병이나 신당을 창당해 합류하는 것 등의 논의가 끊이지 않았다. 심지어 지금과는 달리 당시의 사회민주당은 일본사회당과의 단절을 강조할 정도였다.
결국 간 나오토 등이 중심이 되어, 새 선거구에 의한 선거를 치르기 위해 실시된 중의원 해산 직전에 민주당을 결성하게 되었으며, 사민당은 민주당으로 참가하기로 했지만 곧 참가 의견을 철회하였다. 하지만 간사장이었던 사토 간쥬 등을 포함하여 반 이상의 국회의원이 사민당을 떠나 민주당 결성에 참가하게 되었다. 또한 일부는 탈당해 신사회당을 결성하였다. 결국 남아있던 당대표 무라야마 도미이치는 선거를 앞두고 1996년 9월, 도이 다카코를 당수로 추대하고 10월 20일의 중의원 총선거에 임하게 되었다. 사민당을 지지하던 노동조합의 대부분은 민주당 지지로 돌아섰지만, 아직 지방조직의 상당수는 사민당을 지지하고 있었다.
결국 55년 체제 이후 제1야당의 자리를 고수하였던 사회민주당은 선거전의 70석에서 15석으로 의석이 급감하게 되었다. 이는 민주당의 52석보다 적은 숫자이며, 일본 공산당의 26석보다도 적은 숫자라 사실상 사회민주당이 군소 정당으로 전락하게 되었다.

### 사회민주당의 전개
일본사회당의 기반이었던 노동조합의 대부분이 민주당으로 옮겨간 후, 당수였던 도이 다카코는 자신의 생각에 공감하는 여성 시민운동가들을 적극적으로 선거 입후보자로 기용했다. 그녀들은 ‘도이 칠드런’으로 불리며 활약해, 2000년 중의원 총선거에서 사민당이 4석이 증가한 19석을 차지했다. 하지만 2001년의 참의원 선거에서는 득표율이나 의석수 모두 큰 폭으로 감소해, 결과적으로 같은 해 열린 제7회 당대회에서 간사장으로 후쿠시마 미즈호, 정책심의회장으로 쓰지모토 기요미 등 시민운동 출신이 당의 주요직을 맡게 되었다. 이후 자민당에 대한 저항성이 더욱 강해졌다.
2002년 3월에 시민파의 대명사라고 불리던 쓰지모토 기요미가 비서관 급여 착복 의혹으로 의원직을 사퇴하게 되었다. 이 사건이나 북조선에 의한 일본인 납치 문제에 대한 대응이 적절하지 못했다는 지적이 강해져, 다지마 요코 참의원 의원 등의 탈당까지 부른 계기가 되었다. 그 결과 2003년 중의원 총선거에서는 의석이 6석으로 감소하게 되었으며, 당수였던 도이 다카코는 소선거구에서 낙선하고 비례구에서 겨우 당선되기까지 했다. 게다가 시민운동 출신의 의원들까지 이 여파를 받아 대부분이 낙선하게 되었다. 결국 도이 다카코 당수가 패배의 책임을 안고 사퇴하게 되었으며, 11월 15일에는 간사장으로 있던 후쿠시마 미즈호가 새 당수로 선출되었다. 하지만 간사장에는 노조 출신의 마타이치 세이지가 취임함으로써, 시민파의 영향력은 크게 감소하게 되었다.
2004년 6월 30일에 후쿠시마 당수는 ‘자위대는 위헌’이라는 견해를 표명했다. 그 해의 참의원 선거에서는 당수인 후쿠시마 미즈호를 비롯해 단 2석을 획득해, 개선하지 않은 3석과 합쳐 총 5석을 차지하게 되었다.
2005년 2월 17일에는 재정난을 이유로 당직자들을 정리 해고할 방침을 직원단체에 통고했다. 직원단체는 정리 해고에 반대했지만, 당은 직무 태만 등을 이유로 들어 결국 3명을 해고하게 되었다. 해고된 3명은 노동조합을 결성하고, 해고 무효 소송을 진행하고 있다. 이 사건은 노동자의 대표를 칭하는 정당에서 노동쟁의가 일어났다는 이유로 화제가 되었다.
2005년 8월 8일에 고이즈미 준이치로 내각총리가 우정 민영화 관련 법안이 참의원에서 부결된 것을 계기로 중의원을 해산하였다. 그러자 다음날인 8월 9일, 부당수로 있던 요코미쓰 가쓰히코가 탈당했고, 8월 17일에는 정책심의회장을 역임한 하마다 겐이치가 탈당을 표명하고 모두 민주당으로 이적했다. 두 사람은 8월 19일의 중의원 총선거에서 민주당의 공천을 받아 출마했지만, 모두 지역구에서는 낙선하고, 비례구에서 요코미쓰가 당선되었다. 사민당은 탈당하고 있던 쓰지모토 기요미를 공천하여 오사카에서 출마하도록 했지만, 지역구에서 낙선하고 비례구에서 당선되었다. 그러나 집행유예 기간 중이었던 쓰지모토가 국회의원이 되는 것에 대한 비판도 강하다. 당의 얼굴이던 도이 다카코는 긴키 비례대표 5번으로 출마해 낙선했다. 선거 결과 5석에서 7석으로, 2석이 늘었지만 여전히 법안 제출권은 없는 군소 정당이다.
2006년 2월 2일에 당본부에서 열린 상임간사회에서 자위대가 ‘현상 분명한 위헌상태’이며, ‘축소를 도모하여’, ‘비무장의 일본을 목표로 한다’는 내용을 포함한 ‘사회민주당 선언’이 제안되어, 2월 11일~2월 12일에 걸쳐 열린 당대회에서 이 방침을 포함한 ‘사회민주당 선언’이 정식으로 채택되었다. 이것은 1994년 일본사회당 시절의 무라야마 도미이치 총리가 밝힌 자위대의 합헌·용인 노선을 수정한 것으로, 지방에서의 토론을 거듭해 많은 당관계자로부터 제출된 의견을 채택한 것이다. 이와 함께 1993년에 정치개혁관련 4법안에 반대해 징계를 받은 17명 중 탈당한 사람을 제외한 9명의 처분을 취소해 명예를 회복한 것과 당수를 역임한 무라야마 도미이치와 도이 다카코가 명예 당수에 취임하는 일도 결정되었다.
2013년 참의원 선거에서 1석밖에 못 얻자 대표는 대표를 사퇴했다.
2019년부터 입헌민주당으로의 합당에 대한 당 찬반의견이 이어져 왔었고 이로 인하여 당이 분열될 위기에 처해있었다.
2020년 11월 14일 임시 당대회가 개최되어 입헌민주당에 합류를 희망하는 소속 의원의 탈당을 용인하는 의안이 가결되어 사실상 분열이 정해졌다. 당대회는 약 4시간동안 진행되었으며 데루야 간도쿠 의원은 후쿠시마 미즈호 당수한테 "선배님이 쌓아올리신 유산을 모두 탕진한 것은 당신이다"라며 공개적으로 비판했다. 반면 지방 조직의 대의원들은 입헌민주당과의 합류를 적극적으로 추진한 요시다 다다토모 간사장의 해임을 요구하는 동의안을 제출하였으나 부결되는 등 합류 반대에 대한 어려움을 겪었다. 또한 탈당을 용인하는 결의안도 참석한 대의원 167명중 찬성이 84명, 반대가 83명으로 단 한명 차이로 가결되었다. 따라서 소속 국회의원 4명 중 당에 남는 것은 후쿠시마만 남고 요시다, 요시카와, 데루야 3명은 올해 말까지 탈당해 입헌민주당에 입당할 전망이라고 보도했다. 의안 가결 후, 데루야는 "현 단계에서는 생각하지 않는다"라고 조기 탈당을 부정하였다. 12월 4일에는 후계 후보인 아라가키 구니오가 사민당에 잔류할 뜻을 밝힘에 따라, 데루야도 잔류할 뜻을 굳혔다고 보도했다.
합류 추진파가 입헌민주당의 합류를 서두른 배경에는, 당세의 쇠퇴에 의해 최근의 국정 선거에서는 정당 요건의 유지도 위기 상황에 있어, "국회의원이 없어지면, 입헌민주당에 상대도 되지 않게 된다"라는 위기감이 있던 것 외에 지지 모체인 자치노의 의향도 있었다고 한다.
12월 17일, 요시다 다다토모 간사장은 오이타시에서 기자단의 취재에 응해 "탈당해 입헌민주에 합류한다. 정치를 바로잡기 위해서는 질적으로나 양적으로나 확고한 야당을 만들어 가야 하며 사회민주주의적인 이념 정책을 입헌민주 속에서 펼쳐 나가겠다며 입헌민주당 합류를 다짐했다. 요시카와 부당수도 "요시다 간사장과 일심동체"라고 말했다. 12월 24일 상임간사회에서 요시다 · 요시카와의 탈당이 승인되고, 전직 중의원 의원 핫토리 료이치가 새롭게 간사장 겸 선대위원장을 맡았다. 같은 날 명예 당수와 고문인 무라야마 도미이치가 당에는 남아 있지만, 고령을 이유로 직책을 사임했다.

## 같이 보기
- 일본사회당
- 일본의 정당
- 도이 다카코
- 후쿠시마 미즈호
- 무라야마 도미이치